# Territorios Polacos Recuperados

Mapa que muestra las fronteras de Polonia antes de 1938 (incluye el área gris que representa el Kresy) y después de 1945. Los "Territorios recuperados" son aquellos marcados de color rosa.

Los Territorios Polacos Recuperados (en polaco: Ziemie Odzyskane, literalmente "tierras recuperadas") o solo Territorios Recuperados, fue un término oficial utilizado por la República Popular de Polonia para describir el territorio de la antigua Ciudad Libre de Dánzig y las partes de la Alemania preguerra que se convirtieron en parte de Polonia después de la Segunda Guerra Mundial. La razón fundamental para el término "Recuperados" fue el concepto Piast de que estos territorios alguna vez fueron parte de la patria tradicional polaca, siendo feudos o de partes de un estado polaco durante el gobierno de la dinastía Piasta. Sin embargo, a lo largo de los siglos, se habían ido germanizando a causa de los procesos de asentamiento alemán hacia el este (Ostsiedlung) y la expansión política (Drang nach Osten) y en su mayor parte ni siquiera contenían una minoría de habla polaca. Hoy en día, el término Territorios Occidentales (Ziemie Zachodnie) es más popular debido a su neutralidad ideológica.
La gran mayoría de los habitantes alemanes huyeron o fueron expulsados de los territorios durante las últimas etapas de la guerra y después del fin de la misma. Los territorios fueron repoblados con polacos que se mudaron voluntariamente desde Polonia Central, con repatriados polacos obligados a abandonar las áreas de la antigua Polonia oriental que habían sido anexionadas por la Unión Soviética, y con ucranianos, rusos y otras minorías reasentadas por la fuerza bajo la "Operación Vístula". Las autoridades comunistas que llevaron a cabo el reasentamiento también hicieron esfuerzos para eliminar muchos vestigios de la cultura alemana, como los nombres de lugares y las inscripciones históricas en los edificios, de los territorios adquiridos.
La frontera de la posguerra entre Alemania y Polonia (la línea Óder-Neisse) fue reconocida por Alemania Oriental en 1950 y por Alemania Occidental en 1970, y fue reafirmada por la Alemania reunificada en el Tratado fronterizo germano-polaco de 1990.

## Historia antes de 1945

Primera dinastía Piast de Polonia a la muerte de Mieszko I en 992, que es considerado como el primer gobernante histórico de Polonia y el creador del estado polaco

Diversas tribus eslavas occidentales habitaban la mayor parte del área de la actual Polonia desde el siglo VI. El duque Mieszko I de la tribu de los Polanos, desde su fortaleza en el área de Gniezno, unió varias tribus vecinas en la segunda mitad del siglo X, formando el primer estado polaco y convirtiéndose en el primer duque Piasta registrado históricamente. Su reino incluía aproximadamente toda el área de lo que más tarde se llamaría los "Territorios recuperados", a excepción de la parte de Warmia-Masuria de la antigua Prusia y el este de Lusacia.

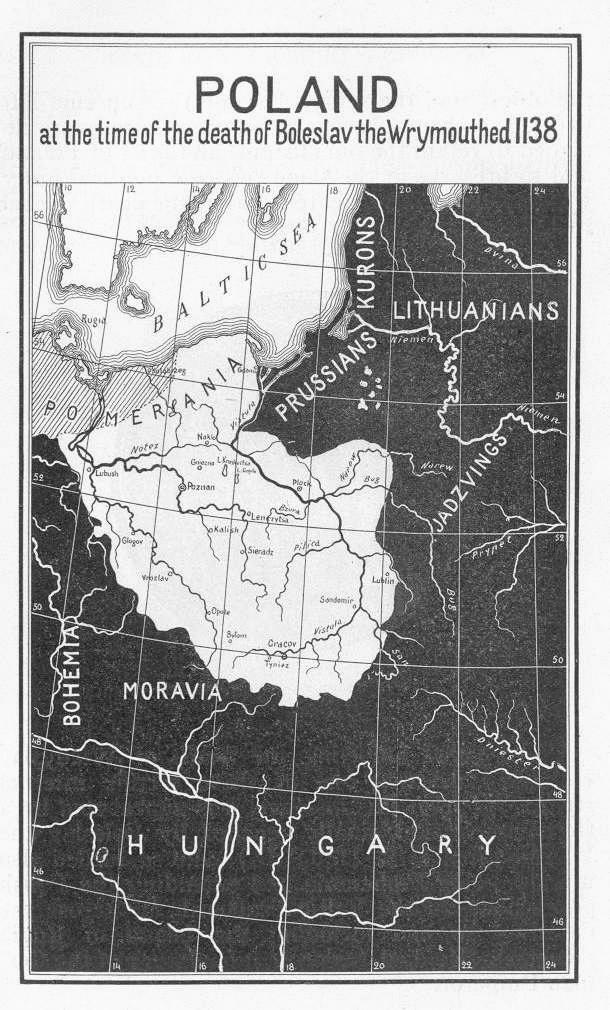
Mapa (publicado en 1917 en los Estados Unidos) que muestra Polonia en la muerte de Boleslaw III en el año 1138

El hijo y sucesor de Mieszko, el Duque Bolesław I Chrobry, en la Paz de Bautzen 1018 expandió la parte sur del reino, pero perdió el control sobre las tierras de Pomerania Occidental en la costa báltica. Después de la fragmentación, revueltas paganas y una invasión bohemia en la década de 1030, el Duque Casimiro I el Restaurador (reinó entre 1040 y 1058) volvió a unir la mayor parte del antiguo reino Piast, incluyendo Silesia y la tierra del Lubusz a ambos lados del río Óder medio, pero sin el oeste de Pomerania, que se convirtió en parte del estado polaco nuevamente bajo Boleslao III Bocatorcida desde 1116 hasta 1121, cuando los nobles de la Casa de los Griffin establecieron el Ducado de Pomerania. A la muerte de Bolesław en 1138, Polonia durante casi 200 años fue sometida a la fragmentación, siendo gobernada por los hijos de Bolesław y por sus sucesores, que a menudo estaban en conflicto entre sí. Władysław I, el rey coronado de codo de Polonia en 1320, logró la reunificación parcial, aunque los ducados de Silesia y Mazovia siguieron siendo posesiones independientes de los Piast.
En el curso de los siglos XII al XIV, los colonos germánicos, holandeses y flamencos se trasladaron a Europa Central y Oriental en un proceso de migración conocido como Ostsiedlung. En Pomerania, Brandeburgo, Prusia Oriental y Silesia, los antiguos eslavos del oeste (eslavos y polacos) o población del Báltico se convirtieron en minorías en el curso de los siguientes siglos, aunque un número sustancial de los habitantes originales permanecieron en áreas como la Alta Silesia. En la Gran Polonia y en Pomerania Oriental (Pomerelia), los colonos alemanes formaron una minoría.
A pesar de la pérdida de varias provincias, los abogados medievales del Reino de Polonia crearon un reclamo específico para todas las provincias anteriormente polacas que no se reunieron con el resto del país en 1320. Se basaron en la teoría de la Corona Regni Poloniae, según la cual el estado (la Corona) y sus intereses ya no estaban estrictamente conectados con la persona del monarca. Debido a eso, ningún monarca podía renunciar de manera efectiva a los reclamos de la Corona por ninguno de los territorios que eran histórica y/o étnicamente polacos. Esos reclamos estaban reservados para el estado (la Corona), que en teoría aún abarcaba todos los territorios que formaban parte o dependían de la Corona polaca tras la muerte de Bolesław III en 1138. Algunos de los territorios (como Pomerelia y Masovia) se reunieron con Polonia durante los siglos XV y XVI. Sin embargo, todos los monarcas polacos hasta el final de la Mancomunidad polaco-lituana en 1795 tuvieron que prometer hacer todo lo posible para reunir el resto de esos territorios con la Corona.
Las áreas de los Territorios Recuperados se dividen en tres categorías:
- Aquellos que una vez habían sido parte del estado polaco durante el gobierno de los Piastas.

- Aquellos que no habían sido parte de Polonia, sino feudos de la corona polaca en los siglos XV, XVI y XVII (Prusia Ducal).

- Los territorios que habían sido parte de Polonia hasta las Particiones (partes de la Prusia Real incluyendo Warmia, así como las regiones de Piła, Wałcz, y Złotów, que fueron a Prusia en la Primera Partición de 1772, y Gdańsk, Międzyrzecz, y Wschowa, que siguió en la Segunda Partición de 1793).

### Pomerania
Las partes de Pomerania de los Territorios Recuperados estuvieron bajo el dominio polaco varias veces desde finales del siglo X en adelante, cuando Mieszko I adquirió al menos una parte importante de ellas. El hijo de Mieszko, Bolesław, estableció un obispado en el área de Kołobrzeg entre 1000-1005/07, antes de que el área se perdiera nuevamente. A pesar de los nuevos intentos de los duques polacos para controlar nuevamente a las tribus de Pomerania, Boleslao III solo lo consiguió parcialmente en varias campañas que duraron de 1116 a 1121. Las misiones cristianas tuvieron éxito en 1124 y 1128; sin embargo, en el momento de la muerte de Bolesław en 1138, la mayor parte de Pomerania oriental (las áreas gobernadas por los Griffin) ya no estaba controladas por Polonia. Durante los siglos siguientes, el área fue en gran parte germanizada, aunque permaneció una pequeña minoría eslava o polaca. A comienzos del siglo XX, vivían unas 14.200 personas de lengua materna polaca en la provincia de Pomerania (en el este de la región de la Pomerania Próxima, en las proximidades de la frontera con Prusia Occidental) y 300 personas en la lengua casubia (en el Lago Leba y el Lago Garde), la población total de la provincia está compuesta por casi 1,7 millones de habitantes.

### Gdansk, Lębork y Bytów

Ducado de Prusia (hasta 1525 el estado monástico de los Caballeros Teutónicos) como feudo feudal de la Corona del Reino Polaco 1466-1657

La región de Pomerelia en el extremo oriental de Pomerania, incluyendo Gdansk (Dánzig), fue gobernada en los siglos XII y XIII por los Samborides, que estaban (al menos inicialmente) más estrechamente vinculados al Reino de Polonia que a los Griffins. Después de la muerte del último Samboride en 1294, la región fue gobernada por reyes de Polonia durante un corto período, aunque también fue reclamada por Brandeburgo. Después de la toma de posesión teutónica en 1308, la región se convirtió en parte del estado monástico de los Caballeros Teutónicos. En la Segunda Paz de Thorn (1466) la mayor parte de la región se convirtió en parte de la Prusia Real dentro del Reino de Polonia, como permaneció hasta que fue adquirido por el Reino de Prusia en las particiones de 1772 y 1793. Una pequeña área en el oeste de Pomerelia, la Tierra de Lauenburg y Bütow (la región de Lębork y Bytów) se concedió a los gobernantes de Pomerania, aunque siguió siendo un feudo polaco hasta la Primera Partición. (Una gran parte de Pomerelia formó el Corredor Polaco entre las Guerras Mundiales, y por lo tanto no era parte de los Territorios Recuperados de la posguerra).

### Tierra de Lubusz

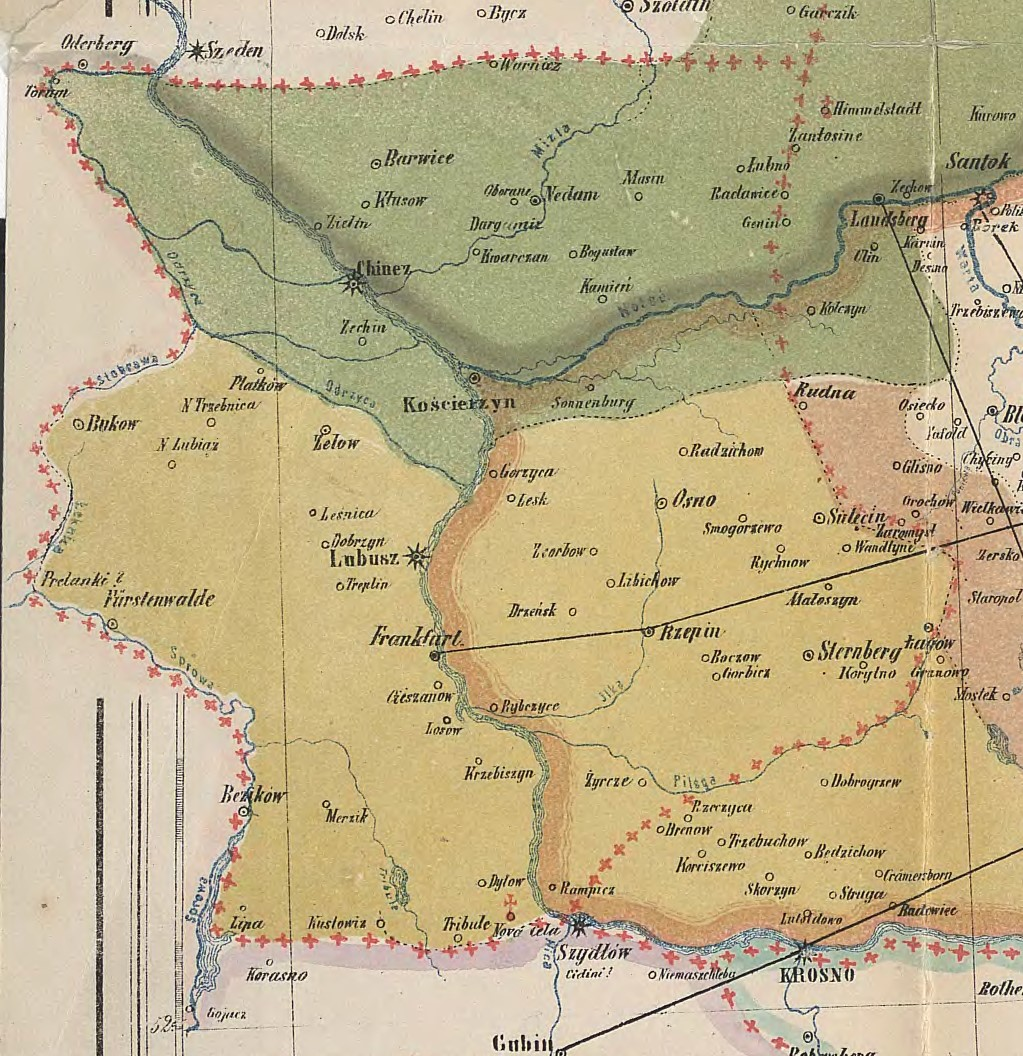
Tierra de Lubusz durante el período Piast (marcado en amarillo).

La tierra medieval de Lubusz a ambos lados del río Óder hasta la juerga en el oeste, incluida la propia Lubusz (Lebus), también formaba parte del reino de Mieszko. Polonia perdió Lubusz cuando el duque de Silesia Bolesław II Rogatka lo vendió a los margraves ascanios de Brandeburgo en 1248. Brandeburgo también adquirió la castellanía de Santok del duque Przemysł I de la Gran Polonia y la convirtió en el núcleo de su región de Neumark ("Nueva Marcha"). El Obispado de Lebus siguió siendo sufragáneo de la Arquidiócesis de Gniezno hasta 1424, cuando pasó bajo la jurisdicción del Arzobispado de Magdeburgo. El actual voivodato polaco de Lubusz comprende la mayor parte del antiguo territorio de Branmark de Neumark al este del Óder.

### Partes de la Gran Polonia y de Kuyavia
Una porción de los Territorios Recuperados al este de la Tierra Lubusz había formado previamente las partes occidentales de las provincias polacas de Pomerelia y la Gran Polonia, perdiéndose en favor de Prusia en la Primera Partición de Polonia (las partes Pomerelianas) y la Segunda Partición de Polonia (el recordatorio). Durante los tiempos de Napoleón, los territorios de la Gran Polonia formaron parte del Ducado de Varsovia, pero después del Congreso de Viena, Prusia los recuperó como parte del Gran Ducado de Posen (Poznań), más tarde como Provincia de Posen. Después de la Primera Guerra Mundial, las partes de la antigua Provincia de Posen y de Prusia Occidental que no fueron restauradas como parte de Polonia fueron administradas como Grenzmark Posen-Westpreußen (la Provincia alemana de Posen-Prusia oriental) hasta el año 1939.

### Silesia

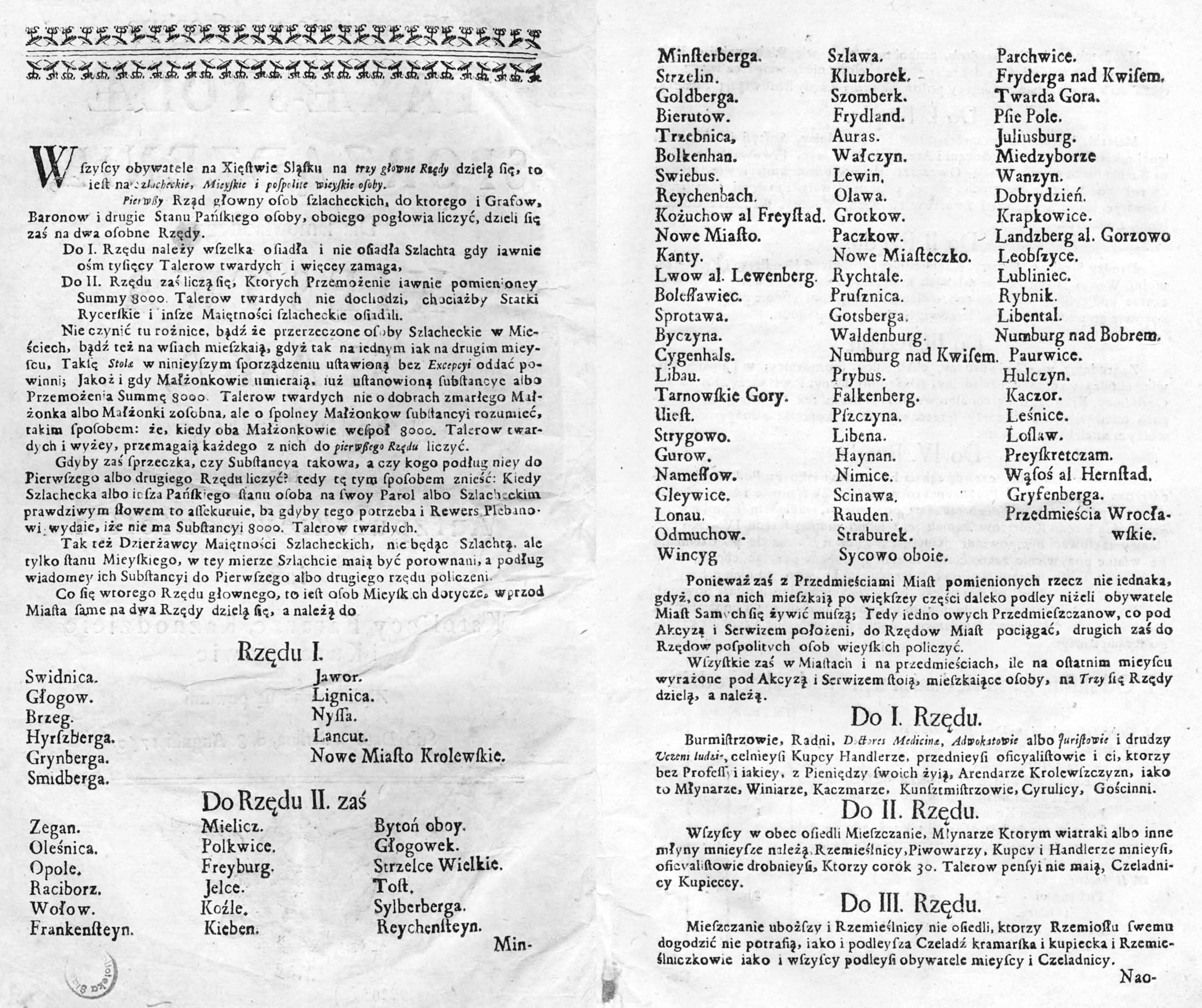
Nombres de las ciudades polacas en Silesia; de un documento oficial prusiano de 1750 publicado en Berlín durante las Guerras de Silesia.

Los duques de Piast continuaron gobernando Silesia después de la fragmentación de Polonia en el siglo XII. Los Piasts de Silesia conservaron el poder en la mayor parte de la región hasta principios del siglo XVI, el último (George William, duque de Legnica) murió en 1675. Los primeros colonos alemanes llegaron a fines del siglo XII, y el asentamiento alemán a gran escala comenzó a principios del siglo XIII durante el reinado de Enrique I (Duque de Silesia desde 1201 hasta 1238). Después de la era de la colonización alemana, la lengua polaca aún predominaba en la Alta Silesia y en partes de la Baja y Media Silesia al norte del río Odra. Aquí los alemanes que llegaron durante la Edad Media se convirtieron en una mayoría Polonizada; Los alemanes dominaban en las grandes ciudades y los polacos, principalmente en las zonas rurales. Los territorios de habla polaca de la Baja y Media Silesia, comúnmente descritos hasta el final del siglo XIX como el lado polaco, fueron en su mayoría germanizados en los siglos XVIII y XIX, a excepción de algunas áreas a lo largo de la frontera noreste. La provincia quedó bajo el control del Reino de Bohemia, en el siglo XIV. Silesia pasó a la monarquía de los Habsburgo de Austria en 1526, y Federico el Grande de Prusia conquistó la mayor parte de ella en 1742. Una parte de la Alta Silesia se convirtió en parte de Polonia después de la Primera Guerra Mundial, pero la mayor parte de Silesia formó parte de los Territorios Polacos Recuperados después del año 1945.

### Warmia y Masuria
Los territorios del norte de Warmia y Masuria forman las áreas de los Territorios Polacos Recuperados que habían sido feudos polacos. Originalmente habitadas por antiguos prusianos paganos, estas regiones se incorporaron al estado de los Caballeros Teutónicos en los siglos XIII y XIV. Por la Segunda Paz de Thorn (1466), un área de Warmia alrededor de Lidzbark fue otorgada a la corona polaca como parte de la Prusia Real, aunque con considerable autonomía. El resto de la región actual de Warmia-Masuria se convirtió en parte del Ducado de Prusia, formalmente un feudo polaco. Prusia tomó el control directo de la región en la Primera Partición de Polonia (1772) Formó la parte sur de Prusia Oriental después de la Primera Guerra Mundial, convirtiéndose en parte de Polonia después de la Segunda Guerra Mundial, con el norte de Prusia Oriental yendo a la Unión Soviética para formar el Óblast de Kaliningrado.

## Origen y uso del término

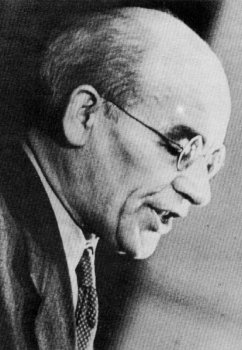
El comunista polaco Władysław Gomułka, fue ministro de los Territorios Polacos Recuperados

El término "Territorios polacos recuperados" se utilizó oficialmente por primera vez en el Decreto del presidente de la República del 11 de octubre de 1938 después de la anexión de Zaolzie por el ejército polaco. Se convirtió en el término de propaganda oficial acuñado después de la Segunda Guerra Mundial para denotar los antiguos territorios orientales de Alemania que estaban siendo entregados a Polonia. El concepto subyacente era definir a la Polonia de posguerra como heredera del reino medieval de Piasts, que se simplificó en una imagen de un estado étnicamente homogéneo que coincidía con las fronteras de la posguerra, a diferencia de la Dinastía Jagellón polaca posterior, que era multiétnica y situado más al este. El argumento de que este territorio de hecho constituía "antiguas tierras polacas" se apoderó de un concepto de antes de la guerra desarrollado por los círculos polacos de derecha adscritos al SN.

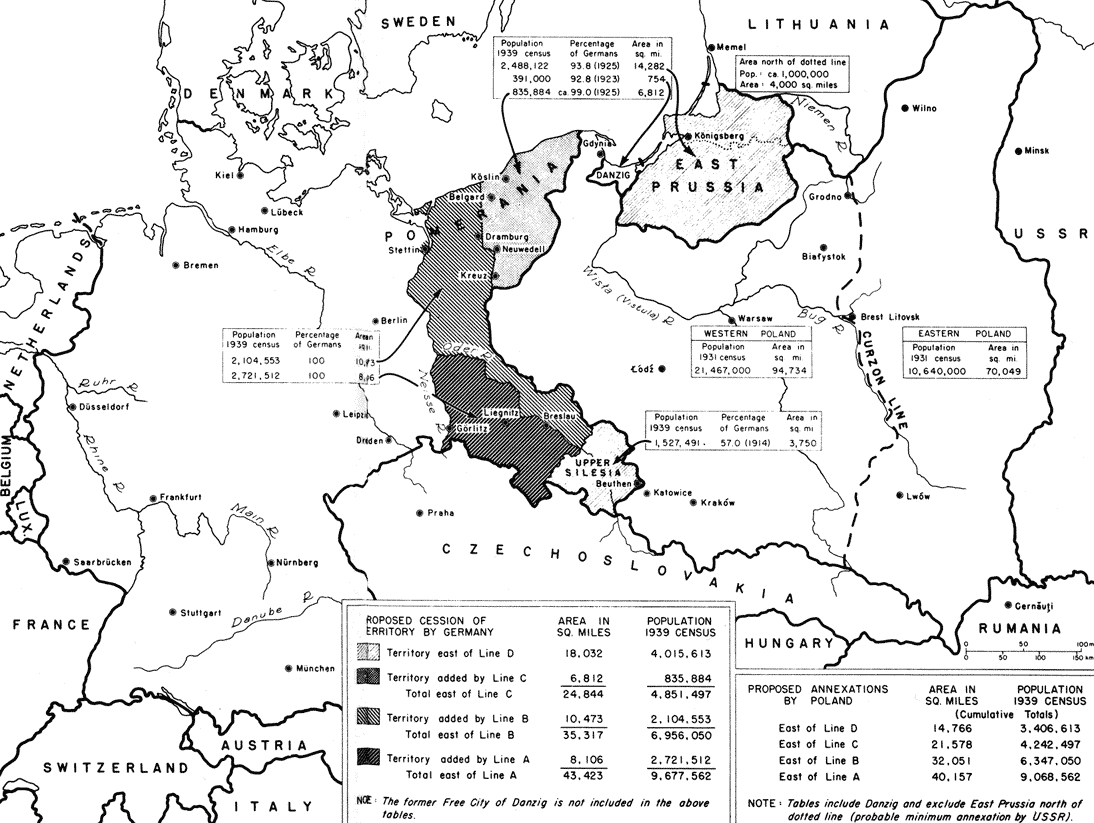
Mapa demográfico del Departamento de Estado de EE. UU. Desde el 10 de enero de 1945 Alemania-Polonia propuso cambios territoriales

Una razón para que la Polonia de posguerra favoreciera una tradición Piast más que una tradición Jagellón fue la negativa de Iósif Stalin a retirarse de la línea Curzon y la disposición de los Aliados para satisfacer a Polonia con territorio alemán. El argumento original para otorgar a Polonia territorio anteriormente alemán como compensación, se complementó con el argumento de que este territorio constituía, de hecho, antiguas áreas de Polonia. Dmitrow dice que "en justificaciones oficiales para el cambio fronterizo, el argumento decisivo de que presentaba una compensación por la pérdida de la mitad oriental del territorio polaco de antes de la guerra a la URSS, era visto como desagradable y oculto. En cambio, una argumentación histórica Ante todo con el dogma, Polonia acababa de regresar a las "antiguas tierras de los Piast". Las objeciones a las decisiones de los aliados y las críticas al papel de los políticos polacos en Potsdam fueron censuradas.
Además, se percibía que los Piasts habían defendido a Polonia de los alemanes, mientras que el principal rival de los miembros de la Dinastía Jagellón había sido el creciente Principado de Moscú, lo que los convertía en una base menos adecuada para la situación de la Polonia de posguerra, dominada por la Unión Soviética. La República Popular de Polonia bajo el Partido Obrero Polaco apoyó así la idea de Polonia basada en antiguas tierras Piast. La cuestión de los Territorios Polacos Recuperados fue uno de los pocos temas que no dividió a los comunistas polacos y su oposición, y hubo unanimidad con respecto a la frontera occidental. Incluso la prensa anticomunista clandestina exigía las fronteras de los Piast, eso pondría fin a la germanización y al Drang nach Osten.
Se hicieron grandes esfuerzos para propagar la visión del concepto de Piast. Fue apoyado activamente por la Iglesia católica. Las ciencias fueron responsables del desarrollo de esta percepción de la historia. En 1945, se fundó el Instituto Occidental (en polaco: Instytut Zachodni) para coordinar las actividades científicas. Su director, Zygmunt Wojciechowski, caracterizó su misión como un esfuerzo por presentar la historia polaca de la región, y proyectar la realidad polaca actual de estos países sobre un trasfondo histórico. Científicos históricos, arqueólogos, lingüistas, historiadores del arte y etnólogos trabajaron en un esfuerzo interdisciplinario para legitimar las nuevas fronteras. Sus hallazgos se popularizaron en monografías, publicaciones periódicas, libros de texto, guías de viaje, transmisiones y exhibiciones. Se dibujaron mapas oficiales que muestran que las fronteras polacas bajo los primeros príncipes Piast conocidos coincidían con los nuevos. De acuerdo con Norman Davies, la joven generación de la posguerra recibió educación informándoles que los límites de la República Popular eran los mismos en los que la nación polaca se había desarrollado durante siglos. Además, se les instruyó que la "Patria" polaca siempre ha estado en el mismo lugar, incluso cuando estuvieron ocupados durante largos períodos de tiempo por extranjeros o cuando las fronteras políticas cambiaron. El punto de vista oficial era que los polacos siempre habían tenido el derecho inalienable e inevitable de habitar en los Territorios Polacos Recuperados, incluso si se les impedía hacerlo por potencias extranjeras. Además, el concepto Piast fue utilizado para persuadir a los Poderes Aliados, a quienes les resultó difícil definir un "territorio etnográfico" polaco, para asumir que sería una injusticia intolerable no "devolver los territorios".
Debido a que los Territorios Polacos Recuperados habían estado bajo el dominio alemán y prusiano durante muchos siglos, muchos eventos de esta historia fueron percibidos como parte de la historia "extranjera" en lugar de "local" en la Polonia de posguerra. Los estudiosos polacos se concentraron así en los aspectos polacos de los territorios: la historia medieval de Piast de la región, los vínculos culturales, políticos y económicos con Polonia, la historia de la población de habla polaca en Prusia y el "Drang nach Osten" como una constante histórica desde la Edad Media.
En 1949, el término "Territorios Polacos recuperados" había sido eliminado de la propaganda comunista polaca , pero todavía se usa ocasionalmente en un lenguaje común. Sobre la base de que esas áreas no deben considerarse como territorios únicos dentro del estado polaco, las autoridades comenzaron a referirse a ellos en su lugar como los "Territorios occidental y septentrional". Wolff y Cordell dicen que junto con la depuración de la historiografía comunista, "la tesis de los territorios polacos recuperados [...] ha sido descartada", y que "se admite libremente en algunos círculos que en general "los territorios recuperados" tenían un carácter totalmente alemán", pero este punto de vista no necesariamente se ha transmitido a toda la sociedad polaca. El término también se usó fuera de Polonia. En 1962, el papa Juan XXIII se refirió a esos territorios como las tierras occidentales después de siglos recuperadas, y no revisó su declaración, incluso bajo la presión de la embajada alemana. El término todavía se considera a veces útil, debido a la existencia polaca en aquellas tierras que todavía era visible en 1945, por algunos eruditos prominentes, como Krzysztof Kwaśniewski.
Después de la Segunda Guerra Mundial, la Unión Soviética anexó los territorios polacos en el este y alentó o forzó a la población polaca de la región a desplazarse hacia el oeste. En el marco de la campaña, los soviéticos colocaron carteles en lugares públicos con mensajes que prometían una vida mejor en Occidente.

## Minorías polacas que ya vivían en los Territorios Recuperados
Desde la época de la Dinastía Piast, que unificó a muchas de las tribus eslavas occidentales y gobernó Polonia desde el siglo X al XIV, los polacos étnicos continuaron viviendo dentro de las fronteras de Alemania antes de la guerra, esto a pesar del proceso de germanización (Ostsiedlung), que comenzó en el siglo XIII con la llegada de colonos alemanes, holandeses y flamencos a Silesia y Pomerania a instancias de los Piasts feudales de Silesia y la Casa de los Griffins. Del mismo modo, en el siglo XVI muchos colonos polacos de Mazovia emigraron a las porciones del sur del Ducado de Prusia.
Antes del estallido de la guerra, las regiones de Masuria, Warmia y Silesia superior contenían importantes poblaciones étnicas polacas, y en muchas áreas los polacos constituían la mayoría de los habitantes. Bajo el gobierno alemán, estas comunidades enfrentaron discriminación y opresión. En 1938, el gobierno nazi cambió miles de topónimos (especialmente los nombres de ciudades y pueblos) de origen polaco a los recién inventados topónimos alemanes; aproximadamente el 50% de los nombres existentes se cambiaron solo en ese año. Además, agentes encubiertos fueron enviados a espiar a las comunidades polacas. Se recopiló información sobre quién envió a sus hijos a las escuelas polacas o si compró libros y periódicos polacos. Las escuelas polacas, las imprentas, las sedes de las instituciones polacas, así como las casas privadas y las tiendas propiedad de los polacos fueron atacadas de forma rutinaria por los miembros de la Schutzstaffel (SS).
Además, pequeños enclaves aislados de polos étnicos se pueden encontrar en Pomerania, Tierra de Lubusz y Baja Silesia. Estos incluyeron aldeas dispersas que permanecieron étnicamente polacas y grandes ciudades como Breslavia (Breslau), Szczecin (Stettin) y Zielona Góra (Grünberg en Schlesien) que contenían pequeñas comunidades polacas.

## Polonización de los territorios recuperados

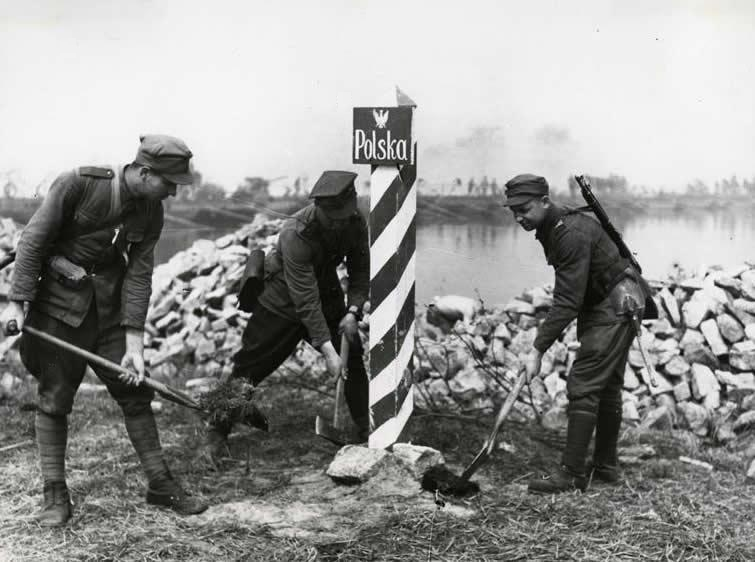
Soldados marcando la nueva frontera polaco-alemana en 1945

La República Popular de Polonia tuvo que ubicar su población dentro de las nuevas fronteras. Con sus territorios orientales (Kresy) anexionados por la Unión Soviética, Polonia se movió efectivamente hacia el oeste y su área se redujo en casi un 20% (de 389,000 a 312,000 km 2 (150,194 a 120,464 millas cuadradas)). Millones de no polacos, principalmente alemanes de los territorios recuperados, así como algunos ucranianos en el este, debían ser expulsados de la nueva Polonia, mientras que un gran número de polacos debía ser reasentado después de haber sido expulsados del Kresy. Los expulsados fueron llamados "repatriados". El resultado fue el mayor intercambio de población en la historia europea. La imagen de los nuevos territorios del oeste y del norte recuperados El territorio de Piast se utilizó para forjar colonos polacos y "repatriados" que llegaban a una comunidad coherente leal al nuevo régimen, y para justificar la eliminación de los habitantes alemanes. A excepción de las expulsiones de alemanes fueron los " autóctonos ", cerca de tres millones de habitantes eslavos étnicos de Masuria (Masurs), Pomerania (Kasubios, Slovincians) y Silesia Superior (Silesians). El gobierno polaco se propuso retener la mayor cantidad de autóctonos posible con fines de propaganda, ya que su presencia en el antiguo suelo alemán se utilizó para indicar la "polacidad" intrínseca del área y justificar su incorporación al estado polaco como territorios "recuperados". Los procesos de "verificación" y "rehabilitación nacional" se establecieron para revelar una "polacidad latente" y determinar quién era rescatable como ciudadano polaco. Pocos fueron en realidad expulsados. A los "autóctonos" no solo no les gustaba el proceso de verificación subjetivo, y a menudo, arbitrario, sino que también enfrentaron discriminación incluso después de completarla, como la polonización de sus nombres. En la región de Lubusz (en la antigua Brandemburgo Oriental), las autoridades locales admitieron ya en 1948 que lo que la PZZ afirmaba ser una población polaca recuperada de "autóctonos" eran en realidad trabajadores migrantes germanizados, que se habían establecido en la región a fines del siglo XIX y principios del XX, a excepción de una aldea, Babimost, justo al otro lado de la frontera de antes de la guerra.

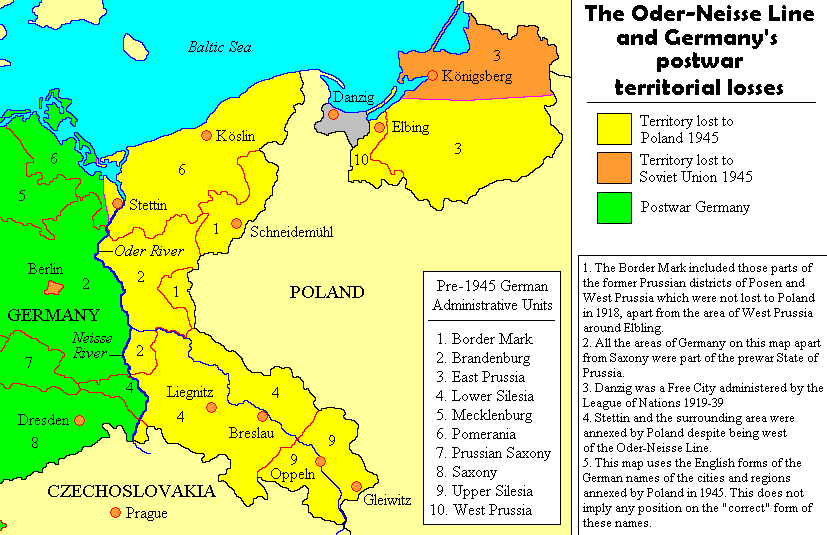
División administrativa anterior al año 1945 (amarillo)
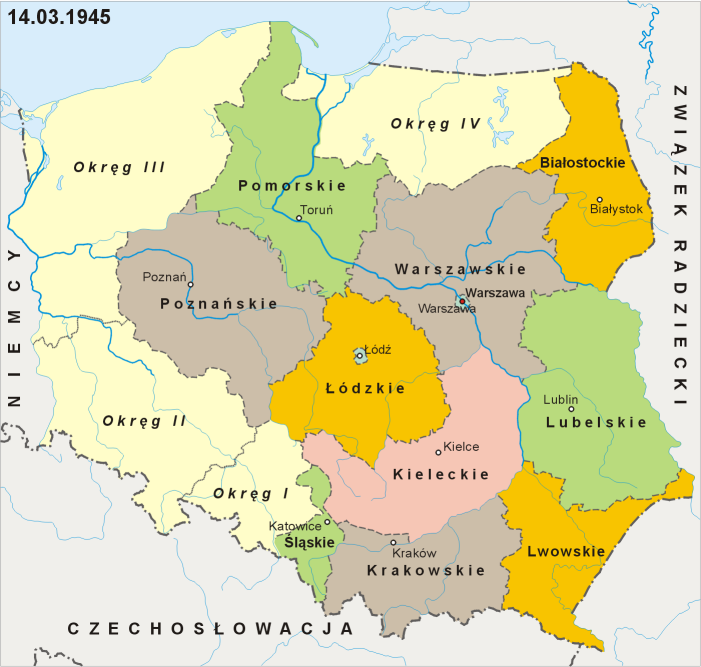
Proyección de la administración polaca (Okreg I-IV) en marzo de 1945
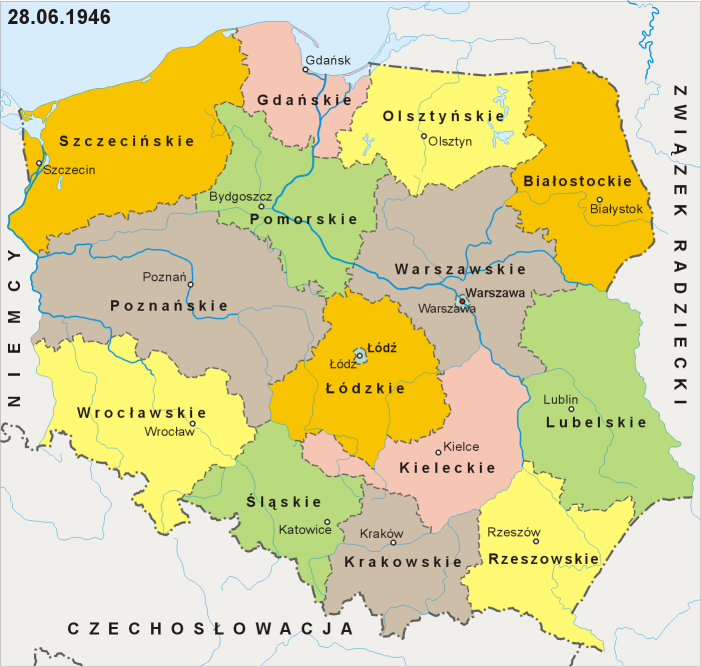
Integración en los voivodatos de Polonia a partir de junio de 1946
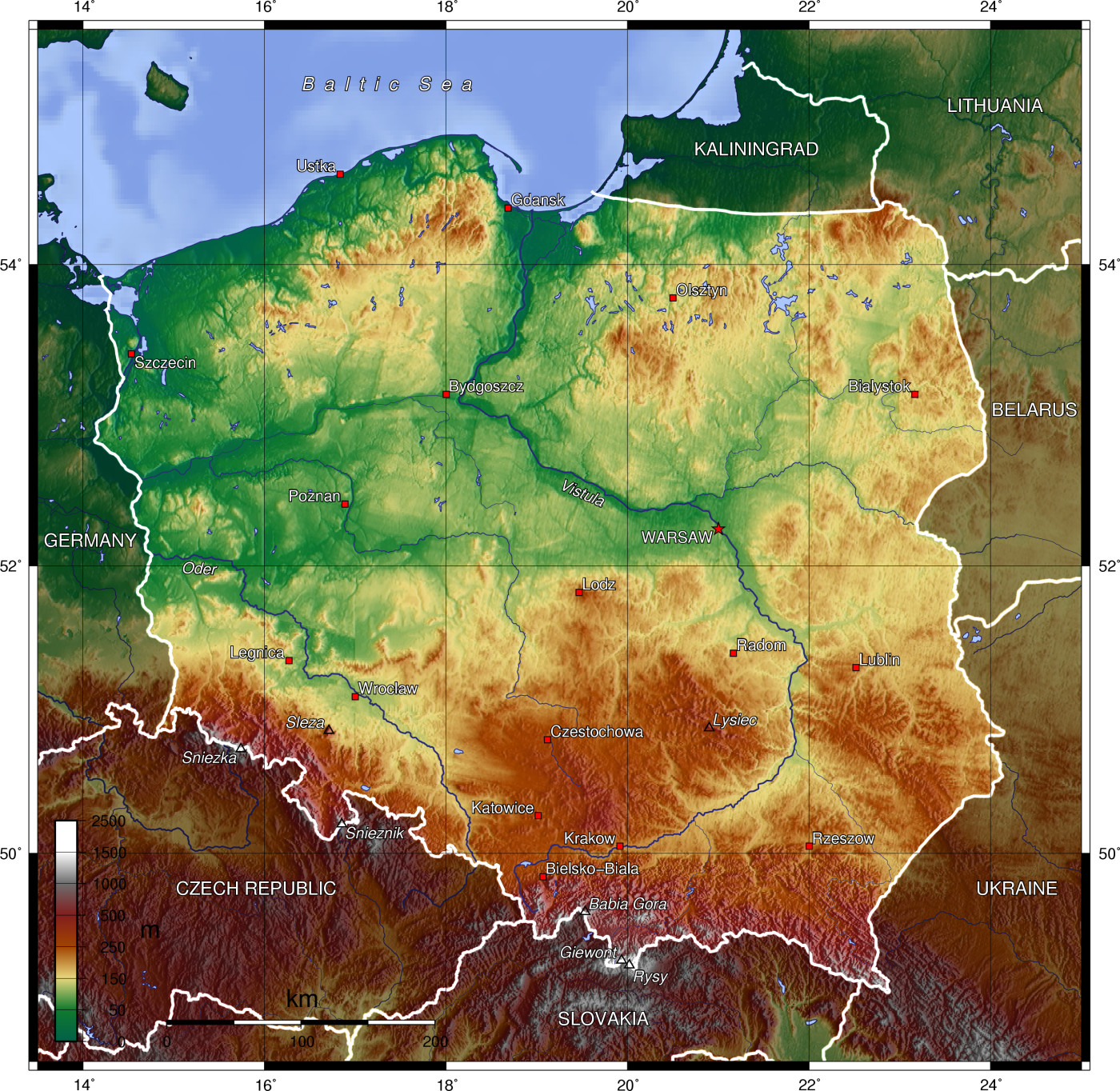
Mapa topográfico de la actual Polonia.

### Eliminación de alemanes y los rastros de asentamiento alemán
Después de las experiencias brutales del gobierno alemán, algunos polacos quisieron borrar las huellas de la historia y la cultura alemanas que les recordaban las atrocidades de los nazis. Los "territorios recuperados" después de la transferencia aún contenían una importante población alemana. La administración polaca estableció un "Ministerio para los Territorios Recuperados", encabezado por el entonces viceprimer ministro Władysław Gomułka. Una "Oficina de Repatriación" debía supervisar y organizar las expulsiones y reasentamientos. Según el censo nacional del 14 de febrero de 1946, la población de Polonia todavía incluía 2.288.000 alemanes, de los cuales 2.075.000, casi el 91%, vivían en los territorios recuperados. En esta etapa, los alemanes todavía constituían más del 41 por ciento de los habitantes de estas regiones. Sin embargo, en 1950 solo quedaban 200.000 alemanes en Polonia, y en 1957 ese número cayó a 65.000.
La huida y la expulsión de los alemanes restantes en los primeros años de la posguerra presagiaban una campaña más amplia para eliminar los signos del antiguo gobierno alemán.
Más de 30.000 nombres de lugares alemanes fueron reemplazados por polacos o polacos eslavos medievales. Se usaron nombres eslavos y polacos anteriores antes de la germanización; en los casos en que faltaba uno, se traducía el nombre alemán o se inventaban nuevos nombres. En enero de 1946, se creó un Comité para la solución de nombres de lugares para asignar nuevos topónimos oficiales. El idioma alemán fue prohibido en las escuelas públicas, los medios gubernamentales y los servicios de la iglesia. Muchos monumentos, cementerios, edificios o conjuntos enteros de edificios alemanes fueron demolidos. Los objetos de arte fueron trasladados a otras partes del país. Las inscripciones alemanas fueron borradas, incluso aquellas sobre objetos religiosos, en iglesias y en cementerios. En Ziemia Lubuska se organizaron "competencias socialistas" para buscar y destruir las huellas alemanas finales.
El historiador John Kulczycki sostiene que las autoridades comunistas descubrieron que forjar una Polonia étnicamente homogénea en los Territorios Recuperados era bastante complicado, ya que era difícil diferenciar a los hablantes de origen alemán de los que eran "realmente" polacos. El gobierno utilizó criterios que implicaban vínculos explícitos con la etnia polaca, así como la conducta de la persona. Las comisiones locales de verificación tenían amplia libertad para determinar quién era o no era polaco y debía permanecer. Sus decisiones se basaron en la suposición nacionalista de que la identidad nacional de un individuo es una característica "adscriptiva" de por vida adquirida al nacer y no fácilmente cambiable. Sin embargo, las personas que "traicionaron" su herencia polaca por sus palabras o acciones políticas fueron excluidas de la nación polaca.

### Reasentamiento de los territorios
Según el censo alemán nazi de 1939 los territorios estaban habitados por 8.855.000 personas, incluida una minoría polaca en las partes más orientales del territorio. Sin embargo, estos datos, relativos a las minorías étnicas, que provienen del censo realizado durante el reinado del NSDAP (Partido Nazi) generalmente no son considerados por los historiadores y demógrafos como confiables, sino como drásticamente falsificados. Por lo tanto, aunque este censo alemán ubicó el número de polacos y bilingües por debajo de 700.000 personas, los demógrafos polacos han estimado que el número real de polacos en el antiguo este alemán estaba entre 1,2 y 1,3 millones. En la cifra de 1,2 millones, se estimaron aproximadamente 850.000 para las regiones de Alta Silesia, 350.000 para el sur de Prusia Oriental y 50.000 para el resto de los territorios.
La gente de toda Polonia se movió rápidamente para reemplazar a la antigua población alemana en un proceso paralelo a las expulsiones, con los primeros colonos que llegaron en marzo de 1945. Estos colonos tomaron granjas y aldeas cercanas a la frontera de antes de la guerra mientras el Ejército Rojo todavía estaba avanzando. Además de los colonos, otros polacos se lanzaron a "szaber" o expediciones de saqueo, y pronto afectaron a todos los antiguos territorios orientales de Alemania. El 30 de marzo de 1945, el voivodato de Gdansk se estableció como la primera unidad administrativa polaca en los territorios "recuperados". Mientras los alemanes fueron internados y expulsados, cerca de 5 millones de colonos fueron atraídos u obligados a establecerse en las áreas entre 1945 y 1950. Un adicional de 1.104.000 personas habían declarado la nacionalidad polaca y se les permitió quedarse (851.000 de las de la Alta Silesia), elevando el número de polacos a 5.894.600 a partir de 1950. Los colonos se pueden agrupar de acuerdo con sus antecedentes como:
- Los colonos de Polonia Central moviéndose voluntariamente (la mayoría)[63]

- Los Polacos que habían sido liberados del trabajo forzado en la Alemania nazi (hasta dos millones)[63][65]

- Los llamados "repatriados": los polacos expulsados de las áreas al este de la nueva frontera polaco-soviética se establecieron preferentemente en los nuevos territorios occidentales, donde constituían el 26% de la población (hasta dos millones)[63][65]

- Los no polacos se reasentaron forzosamente durante la Operación Vístula en 1947. Un gran número de ucranianos se vieron obligados a trasladarse desde el sudeste de Polonia bajo una operación del gobierno polaco de 1947 destinada a dispersar, y por lo tanto asimilar, a los ucranianos que no habían sido expulsados hacia el este. En los territorios recién adquiridos los bielorrusos que vivían en los alrededores de Białystok también fueron presionados a mudarse a las áreas anteriormente alemanas por las mismas razones. Esta dispersión de miembros de grupos étnicos no polacos en todo el país fue un intento de las autoridades polacas de disolver la identidad étnica única de grupos como los ucranianos, bielorrusos y lemkos,[66] y rompió la proximidad y la comunicación necesarias para que se formen comunidades fuertes.

- Decenas de miles de supervivientes judíos del Holocausto, la mayoría de ellos " repatriados " desde el este, se establecieron principalmente en la Baja Silesia, la creación de cooperativas e instituciones judías, las comunidades más grandes fueron fundadas en Wroclaw (Breslau, Baja Silesia), Szczecin (Stettin, Pomerania) y Wałbrzych (Waldenburg, Baja Silesia).[67] Sin embargo, la mayoría de ellos abandonó Polonia en 1968 debido a la crisis política polaca de aquel año.[68]

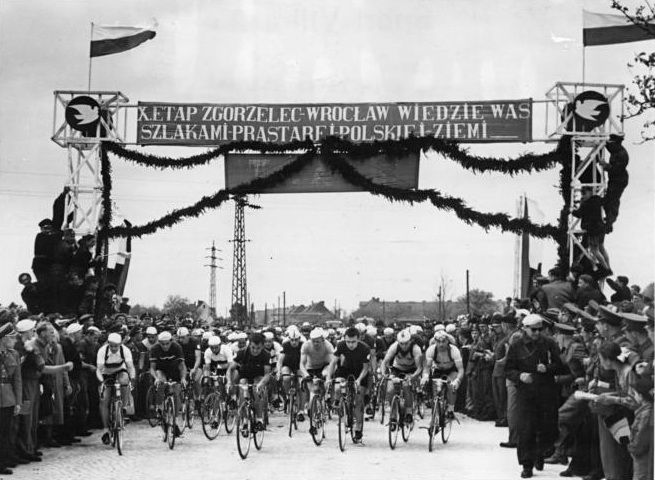
"La 10ma etapa, Zgorzelec a Wrocław, lleva a través de las tierras primitivas de Polonia". Fotografía de la Carrera de Paz de 1955

Los periódicos y funcionarios polacos y soviéticos alentaron a los polacos a trasladarse al oeste, a "la tierra de las oportunidades". Estos nuevos territorios fueron descritos como un lugar donde hay villas opulentas abandonadas por los alemanes que huían, y esperaban a los valientes; casas y negocios completamente amueblados estaban disponibles para tomarlos. De hecho, las áreas fueron devastadas por la guerra, la infraestructura en gran parte destruida, sufriendo altas tasas de criminalidad y saqueos por parte de pandillas. Pasaron años para que se estableciera el orden civil.
En 1970, la población polaca de los territorios del Norte y del Oeste alcanzó por primera vez el nivel de población anterior a la guerra (8.711.900 en 1970 frente a 8.855.000 en 1939). En el mismo año, la población de las otras áreas polacas también alcanzó su nivel anterior a la guerra (23.930.100 en 1970 frente a 23.483.000 en 1939).
Mientras que las estimaciones de cuántos alemanes permanecieron varían, un éxodo alemán constante ocurrió incluso después de las expulsiones. Entre 1956 y 1985, 407.000 personas de Silesia y aproximadamente 100.000 de Warmia-Masuria declararon la nacionalidad alemana y se fueron a Alemania. A principios de la década de 1990, después del colapso del régimen comunista polaco, entre 300.000 y 350.000 personas se declararon alemanas.
Hoy en día, la población de los territorios es predominantemente polaca, aunque todavía existe una pequeña minoría alemana en algunos lugares, incluidos Olsztyn (en alemán: Allenstein), Masuria y la Alta Silesia, particularmente en el voivodato de Opole .

## Papel de los territorios recuperados en el ascenso al poder de los comunistas
El gobierno comunista, no legitimado democráticamente, buscó legitimarse a través de la propaganda antialemana. El "revanchismo" alemán se jugó como una amenaza permanente alemana, con los comunistas siendo los únicos garantes y defensores de la posesión continua de Polonia de los "territorios polacos recuperados". Gomułka afirmó que:
"Los territorios occidentales son una de las razones por las que el gobierno cuenta con el apoyo del pueblo. Esto neutraliza varios elementos y une a las personas. La expansión hacia el oeste y la reforma agrícola unirán a la nación con el estado. Cualquier retirada debilitaría nuestra posición nacional". La redistribución de la "propiedad sin dueño" entre las personas por parte del régimen le proporcionó una amplia simpatía popular. Después de la Segunda Guerra Mundial, la Unión Soviética anexó el territorio polaco del Kresy, ubicado al este de la línea Curzon, y alentó o forzó a las minorías étnicas en estas partes de Polonia, incluidos los polacos étnicos, a desplazarse hacia el oeste. En el marco de la campaña, los soviéticos exhibieron carteles en lugares públicos con mensajes como, "Territorios occidentales El Dorado. En sangrientas batallas, el soldado polaco ha liberado territorios polacos muy antiguos. Territorio polaco para Polonia. Hay 5.000 camiones disponibles para llevar colonos al oeste".

## Estado legal de los territorios
Durante la Guerra Fría, la posición oficial en el Primer Mundo fue que el documento final de la Conferencia de Potsdam no era un tratado internacional, sino un mero memorándum. Reguló el problema de la frontera oriental alemana, que iba a ser la línea Óder-Neisse, pero el último artículo del memorándum decía que el estado final del estado alemán y por lo tanto sus territorios estaban sujetos a una paz separada y un tratado entre Alemania y los Aliados de la Segunda Guerra Mundial. Durante el período comprendido entre 1945 y 1990, dos tratados entre Polonia y el este y Alemania Occidental se firmó con respecto a la frontera germano-polaca. En 1950, la República Democrática Alemana y la República Popular de Polonia firmaron el Tratado de Zgorzelec , reconociendo la línea Óder-Neisse, oficialmente designada por los comunistas como la "Frontera de la Paz y la Amistad". El 7 de diciembre de 1970 se firmó el Tratado de Varsovia entre la República Federal de Alemania y Polonia relativo a la frontera occidental polaca. Ambas partes se comprometieron con la no violencia y aceptaron la frontera de facto existente: la línea Óder-Neisse. Sin embargo, un tratado final no se firmó hasta 1990 como el "Tratado Dos más Cuatro" o "Tratado sobre la solución definitiva con respecto a Alemania".
Hasta el Tratado sobre el Acuerdo Final, el gobierno de Alemania Occidental consideró el estado de los territorios alemanes al este de los ríos Óder-Neisse como el de las áreas "temporalmente bajo administración polaca o soviética". Para facilitar la amplia aceptación internacional de la reunificación alemana en 1990, el establishment político alemán reconoció los "hechos sobre el terreno" y aceptó las cláusulas del Tratado sobre el Acuerdo Final por el cual Alemania renunció a todos los reclamos de territorio al este de la línea Óder-Neisse. Esto permitió que el tratado se negociara rápidamente y para la unificación de la Alemania Occidental capitalista y la Alemania Oriental socialista para avanzar rápidamente.
De conformidad con un deber impuesto a Alemania por el Tratado de la Solución definitiva, en el mismo año, 1990, Alemania firmó un tratado separado con Polonia, el Tratado fronterizo germano-polaco, que confirma las fronteras actuales de los dos países.
La firma y ratificación del tratado fronterizo entre Alemania y Polonia se formalizó en el derecho internacional, con el reconocimiento de la frontera existente y puso fin a todos los reclamos alemanes calificados.